# 李学春
李学春（1953年—），汉族，中华人民共和国政治人物，第十一届、第十二届全国政协委员。
加入中国共产党，担任全国工商联常委、重庆市工商联副主席、中国光彩事业促进会副会长。2008年，当选第十一届全国政协委员，代表教育界，分入第四十一组。